# Fans (casa discografica)
La Fans è una casa discografica italiana.

## Storia
La Fans venne fondata nel 1965 dai fratelli Fernando, Roberto ed Enzo Esposito, come sottoetichetta della Phonotype (come altre case discografiche quali la Bella Record, la Kappaò, Leondisco, Emag, Universal, Cadis, Costa Viola).
L'obiettivo era quello di scoprire e lanciare nuovi artisti: tra i cantanti che incisero per la Fans i più noti sono sicuramente Gianni Nazzaro, Nancy Cuomo e Angela Luce.
L'etichetta ha partecipato a molti festival e manifestazioni: oltre al Festival di Napoli, ricordiamo Un disco per l'estate, manifestazione in cui la Fans fu presente nell'edizione del 1968 con Solo noi, cantata da Gianni Nazzaro, nel 1969 con Trombone e serenata, interpretata da Rudy Ventura, e nel 1970 con Se non avessi lei, presentata da Ulisse e le Ombre, la Caravella dei Successi di Bari, a cui partecipò nella quarta edizione del 1968 con Gianni Nazzaro, che cantò Non lo dici mai, e la Mostra Internazionale di Musica Leggera di Venezia a cui partecipò nel 1968 con Se tu vuoi litigare, interpretata da Rudy Ventura.
Nel 1969 inoltre un suo artista, Mack Porter, vinse con il brano Dove sei felicità il concorso Un giovane per l'Europa, tenutosi quell'anno a Lugano.
Tra i vari generi pubblicati, oltre alla musica leggera e al folk vi fu, negli anni '70, il rock progressivo, con gli album di artisti come i Fagnoni Brothers o Gigi Pascal e la Pop Compagnia Meccanica.

## I dischi pubblicati
Tutte le informazioni riguardanti i dischi, compreso il numero di catalogo e la datazione provengono dai supporti fonografici dell'archivio della Discoteca di stato italiana.

### 33 giri
| Numero di catalogo | Anno | Interprete                               | Titolo Album                    |
| ------------------ | ---- | ---------------------------------------- | ------------------------------- |
| GPX 1              | 1968 | Wolmer Beltrami                          | A luci spente                   |
| GPX 2              | 1968 | Wolmer Beltrami                          | Fisarmonica impazzita           |
| GPX 3              | 1968 | El Juan Tromba solista                   | Romanticismo                    |
| GPX 4              | 1968 | Carla Boni                               | I grandi successi di Carla Boni |
| GPX 5              |      | Eddie Caruso Tromba solista              | A trumpet in Napoli             |
| GPX 6              | 1972 | Angela Luce                              | Angela Luce                     |
| GPX 7              | 1972 | Gianni Nazzaro                           | Gianni Nazzaro                  |
| GPX 8              | 1972 | Angela Luce                              | Dedicato a                      |
| GPX 9              | 1973 | Gigi Pascal e la Pop Compagnia Meccanica | Debut                           |
| GPX 10             | 1973 | Angela Luce                              | Che vuò cchiù                   |
| GPX 11             | 1973 | Angela Luce                              | Dammi un bacio e ti dico...     |
| GPX 12             | 1973 | Gianni Nazzaro                           | Revival di successi             |
| GPX 13             | 1973 | Fagnoni Brothers                         | Fagnoni Brothers                |

### 45 giri
| Numero di catalogo | Anno          | Interprete                   | Titolo Album                                                  |
| ------------------ | ------------- | ---------------------------- | ------------------------------------------------------------- |
| G 1                | 1965          | Tony Eden                    | Chiedilo a Dio/T'accorgerai                                   |
| G 2                | 1965          | Elio Lenci                   | Se ancora gli vuoi bene/Gocce di pioggia                      |
| G 3                | 1965          | Maria Cuomo                  | Scusami se sono bambina/Il surf del filone                    |
| G 4                | 1965          | Annamaria Parise             | Tu devi capire/Come ti chiami                                 |
| G 5                | 1965          | Annamaria Parise             | Non è giusto/Non tornerà                                      |
| G 6                | 1965          | Tony Eden                    | Non fingere con me/La mia ragazza                             |
| G 7                | 1965          | Annamaria Parise             | Era la scorsa estate/Ho il cuore pieno di baci                |
| G 8                | 1965          | I Fans                       | Scalinatella/Te voglio bene assaie                            |
| G 9                | 1965          | Agostino Fleres              | ...E la chiamano estate/Non m'importa sapere                  |
| G 10               | 1965          | Buddy                        | Che sera ragazzi/Bom-badabom                                  |
| G 11               | 1966          | Gionni Brandolini            | So che ti voglio bene/Vorrei così                             |
| G 12               | 1966          | Umberto Boselli              | Ballata per amore/Fine della corsa                            |
| G 13               | 1966          | Carla Boni                   | Malaguena/Non mi fermare                                      |
| G 14               | 1967          | Carla Boni                   | L'egoista/Prendo il sole con te                               |
| G 15               | 1967          | Gegè Novi & i Grisbi         | Se col vento/L'amore è quello che si perde                    |
| G 16               | 1967          | Annamaria Parise             | Solo tu/Corriamo                                              |
| G 17               | 1968          | Annamaria Parise             | La rosa nera/Se stasera sono qui                              |
| G 18               | 1968          | Mack Porter                  | E' la mia donna/Contento                                      |
| G 19               | 1968          | Claudio Pesaresi             | Diventare tanto grande/Chi ha il coraggio                     |
| G 20               | 1968          | Cab 2                        | Quella sera/La fetta di felicità                              |
| G 21               | 1968          | Emilio Campassi e i Canaris  | Se ti ricorderai di me/Chi ti condannerà                      |
| G 22               | 1968          | Gianni Nazzaro               | Solo noi/Una donna come te                                    |
| G 23               | 1968          | Mack Porter                  | A me piace l'amore/Questa sera è ritornata lei                |
| G 24               | 1968          | Carla Boni                   | Prendo il sole con te/Che cos'è un fiore                      |
| G 25               | 1968          | Gianni Nazzaro               | In fondo ai sogni miei/Non lo dici mai                        |
| G 26               | 1968          | Rudy Ventura e i Caravaglios | Se ho sbagliato/Se tu vuoi litigare                           |
| G 27               | 1968          | Gegè Novi & i Grisbi         | Juliette/Una ragazza leggera                                  |
| G 28               | 1968          | Mack Porter                  | M. P. Blues/Ciao ti saluto                                    |
| G 29               | 1968          | Giorgio Davide               | Tu che piangi/Monica                                          |
| G 30               | Dicembre 1968 | Marco Ravelli                | Incantesimo/Volevo solo farti piangere                        |
| G 31               | 1968          | Marco Ravelli                | Romanticismo/E non cercarmi più                               |
| G 32               | Dicembre 1968 | Tony Iglio                   | Il pianto del peone/L'isola azzurra                           |
| G 33               | 1968          | Carla Boni                   | Un bacio ancora/L'egoista                                     |
| G 34               | 1968          | Ermanna                      | E' favoloso/Le tue braccia                                    |
| G 36               | 1969          | Rudy Ventura e i Caravaglios | Trombone e serenata/Occhi dolci                               |
| G 37               | 1969          | Mack Porter                  | Dove sei felicità/L'amore ritornerà                           |
| G 40               | 1969          | Gianni Nazzaro               | Incontri d'estate/Me la portano via                           |
| G 42               | 1969          | Renato Rutigliano            | Il temporale/L'appuntamento                                   |
| G 43               | 1969          | Giorgio Davide               | La vita è/E ritornerai da me                                  |
| G 44               | 1969          | Tony Iglio                   | Woman in love/La frase d'amore                                |
| G 45               | 1969          | Tony Iglio                   | L'amore nuovo/Volevo solo farti piangere                      |
| G 46               | 1969          | Beppe Petrucci               | Brigida/Ricerca                                               |
| G 47               | 1969          | Renato Rutigliano            | Ciccio Formaggio/M'aggia curà                                 |
| G 48               | 1969          | Mario Abbate                 | Lettera 'e Natale/Vocca 'e mele                               |
| G 50               | 1970          | Ulisse e le Ombre            | Se non avessi lei/Il coraggio di lasciarti                    |
| G 52               | 1970          | Franco Chiari                | Chissà se piove/Luci gialle                                   |
| G 54               | 1970          | Carla Boni                   | Quel che vale di più/Un bacio e vai                           |
| G 55               | 1971          | Vittorio Albino Group        | Non sono più un bambino/Penso ai giorni più belli             |
| G 56               | 1971          | Ulisse e le Ombre            | Rosea/La delusione                                            |
| G 57               | 1971          | Enzo Jannace                 | Passano le ore/Musica proibita                                |
| G 58               | 1972          | Gloria Christian             | Mia madre/Un'ora un anno una vita                             |
| G 60               | 1972          | Milord's Group               | Riflessioni di una sera/Vecchio mondo                         |
| G 62               | 1973          | Angela Luce                  | La casa del diavolo/Non sposarmi se non vuoi                  |
| G 63               | 1973          | Angela Luce                  | Che vuo cchiu/Zitto zitto zitto                               |
| G 68               | 1974          | Michel et Paula              | Je…/Instrumental                                              |
| G 69               | 1974          | Oro                          | Sexy Lady/Stop the war                                        |
| G 73               | 1974          | Gianni Rinaldi               | Margot/Trilli trilli a San Gennaro                            |
| G 74               | 1974          | Gianni Talento               | Tu unico, vero, grande, immenso amore/Junge, Comm Bald Wieder |